# Reguengos de Monsaraz
Reguengos de Monsaraz (ʁɨ'gẽguʃ dɨ mõsɐ'ɾaʃ) è un comune portoghese di 11 382 abitanti situato nel distretto di Évora.

## Società

### Evoluzione demografica
| Popolazione di Reguengos de Monsaraz (1801 – 2004) | Popolazione di Reguengos de Monsaraz (1801 – 2004) | Popolazione di Reguengos de Monsaraz (1801 – 2004) | Popolazione di Reguengos de Monsaraz (1801 – 2004) | Popolazione di Reguengos de Monsaraz (1801 – 2004) | Popolazione di Reguengos de Monsaraz (1801 – 2004) | Popolazione di Reguengos de Monsaraz (1801 – 2004) | Popolazione di Reguengos de Monsaraz (1801 – 2004) | Popolazione di Reguengos de Monsaraz (1801 – 2004) |
| -------------------------------------------------- | -------------------------------------------------- | -------------------------------------------------- | -------------------------------------------------- | -------------------------------------------------- | -------------------------------------------------- | -------------------------------------------------- | -------------------------------------------------- | -------------------------------------------------- |
| 1801                                               | 1849                                               | 1900                                               | 1930                                               | 1960                                               | 1981                                               | 1991                                               | 2001                                               | 2004                                               |
| 5.199                                              | 6.508                                              | 10.240                                             | 13.330                                             | 15.090                                             | 11.642                                             | 11.401                                             | 11.382                                             | 11.460                                             |

## Freguesias
- Campinho
- Campo
- Corval
- Monsaraz
- Reguengos de Monsaraz

## Monumenti
- Castello di Monsaraz, nella freguesia di Monsaraz